# おはようございます 落合恵子です
『おはようございます 落合恵子です』（おはようございます おちあいけいこです）は、2005年4月10日から2008年3月30日までJRN系列で放送されていたTBSラジオ製作のラジオ番組である。ハートフォード生命保険の一社提供。
高齢者をターゲットにしたミニ番組で、1970年代のカルチャーにまつわるトークと当時のヒット曲を中心とする内容で放送。パーソナリティは、文化放送のアナウンサー時代に深夜ラジオで人気を博した落合恵子が務めていた。

## ネット局
ネット局数は15局（番組スタート時）→16局（番組終了時）。途中でネット局になった山形放送以外のデータは、すべてハートフォード生命保険広報サイトにあった番組紹介ページからの参考。
| 放送対象地域 | 放送局              | 放送日時         | 備考   |
| ------------ | ------------------- | ---------------- | ------ |
| 関東広域圏   | TBSラジオ（TBS）    | 日曜 8:20 - 8:30 | 制作局 |
| 北海道       | 北海道放送（HBC）   | 日曜 8:35 - 8:45 |        |
| 宮城県       | 東北放送（TBC）     | 日曜 9:20 - 9:30 |        |
| 山形県       | 山形放送（YBC）     | 日曜 7:00 - 7:10 |        |
| 福島県       | ラジオ福島（RFC）   | 日曜 9:20 - 9:30 |        |
| 新潟県       | 新潟放送（BSN）     | 日曜 8:40 - 8:50 |        |
| 長野県       | 信越放送（SBC）     | 日曜 7:50 - 8:00 |        |
| 静岡県       | 静岡放送（SBS）     | 日曜 8:40 - 8:50 |        |
| 中京広域圏   | 中部日本放送（CBC） | 日曜 8:25 - 8:35 |        |
| 近畿広域圏   | 朝日放送（ABC）     | 日曜 8:05 - 8:15 |        |
| 岡山県       | 山陽放送（RSK）     | 日曜 7:50 - 8:00 |        |
| 広島県       | 中国放送（RCC）     | 日曜 7:40 - 7:50 |        |
| 山口県       | 山口放送（KRY）     | 日曜 7:35 - 7:45 |        |
| 高知県       | 高知放送（RKC）     | 日曜 7:05 - 7:15 |        |
| 福岡県       | RKB毎日放送（RKB）  | 日曜 8:00 - 8:10 |        |
| 鹿児島県     | 南日本放送（MBC）   | 日曜 8:30 - 8:40 |        |